# Ryō Takeuchi
Ryō Takeuchi (jap. 竹内 涼 Takeuchi Ryō; ur. 8 marca 1991) – japoński piłkarz występujący na pozycji pomocnika. Obecnie występuje w Shimizu S-Pulse.

## Kariera klubowa
Od 2009 roku występował w klubach Shimizu S-Pulse i Giravanz Kitakyushu.